# Helicarrier
De Helicarrier, een fictief vliegdekschip dat ontworpen is om te vliegen en daarbij ook taken uit te kunnen voeren, is het belangrijkste schip van het fictieve S.H.I.E.L.D., meestal voorkomend in de Marvel-strips.
Hij werd bedacht door Jack Kirby voor de Nick Fury, Agent for S.H.I.E.L.D.-verhaallijn
in Strange Tales #135 (Augustus, 1965). Het concept veranderde van tijd tot tijd, totdat het de laatste paar jaar een vaste rol heeft als mobiel hoofdkwartier.
De Carrier heet ontworpen te zijn door Tony Stark. Over de jaren heen zijn er verscheidene geweest, zowel een reeks die fungeerde als hoofdkwartier van S.H.I.E.L.D en telkens dezelfde hoofdkenmerken vertoont, als een aantal speciale modellen.
De Helicarrier komt tevens voor in veel op de strips gebaseerde media, waaronder de film The Avengers.